# Thomas McDonell
Thomas Hunter Campbell McDonell (Manhattan, Nova York, 2 de maig de 1986) és un actor estatunidenc. És conegut pel seu paper de Finn Collins a la sèrie post-apocalíptica de CW The 100.
Va assistir a un internat a Andover, Massachusetts i es va graduar a la Universitat de Nova York. La seva mare, Joanie, que és d'ascendència jueva, és escriptora, i el seu pare, Terry McDonell, és editor de Sports Illustrated. El seu germà és l'escriptor Nick McDonell.
McDonell va interpretar a Finn Collins a l'espectacle postapocalíptic The 100. També va fer un paper a The Forbidden Kingdom i a Twelve. McDonell va interpretar el paper principal a la pel·lícula adolescent Prom del 2011 com Jesse Richter. Ha estat protagonista convidada a Suburgatory com a Scott Strauss, el xicot de Tessa. És el cantant principal i guitarrista de la banda Moon. Com a artista visual, McDonell ha exposat la seva pròpia obra a nivell internacional, i ha comissariat diverses exposicions, inclosa una exposició de túnels al lloc històric del Museu del Sud-oest a Los Angeles, un espectacle d'art de vídeo en un Best Buy a Nova York, i una exposició de pintura monocroma al complex de cinema ArcLight Hollywood.

## Filmografia

### Cinema

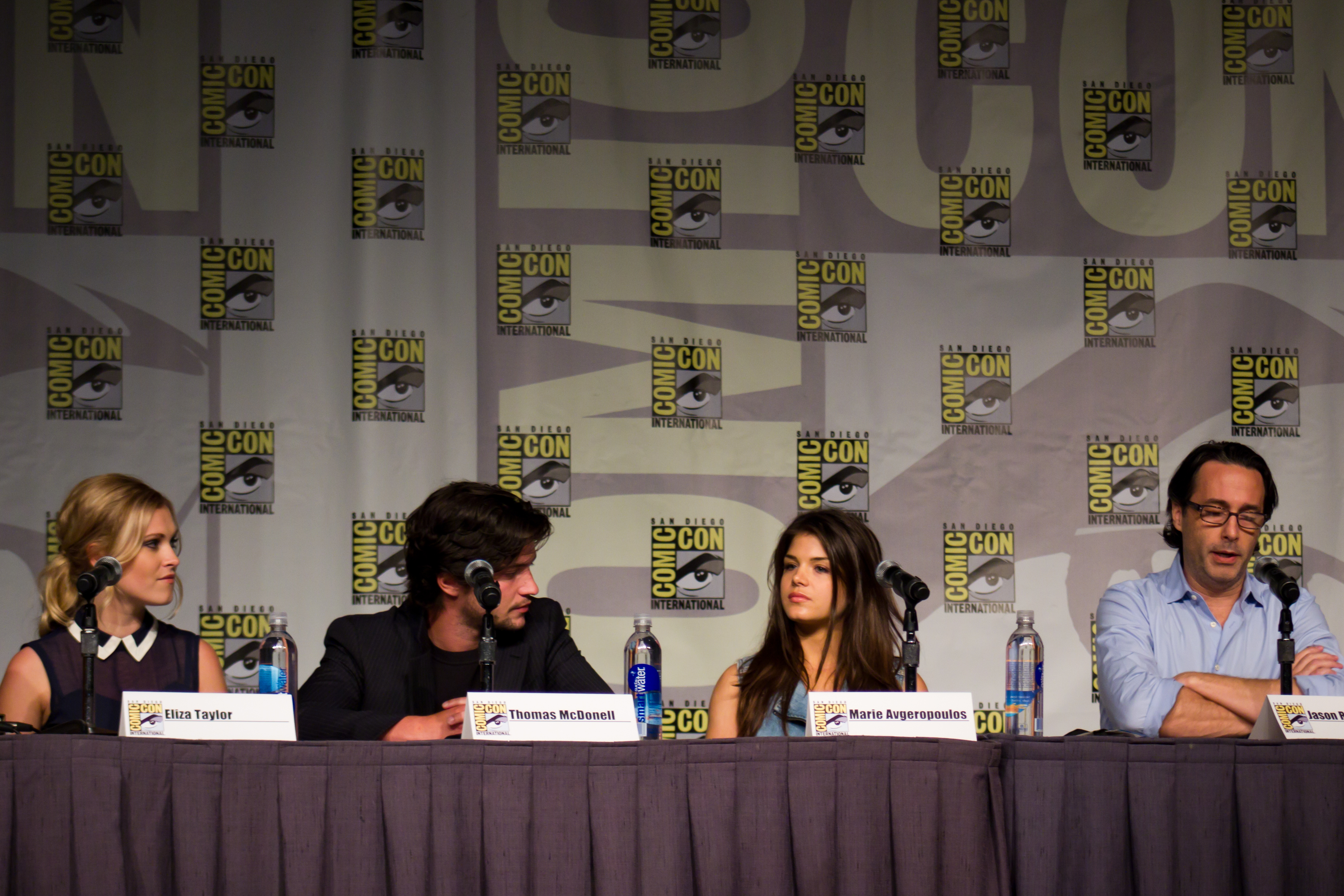
McDonell a la Comic-Con 2013 amb companys de The 100.

| Any  | Títol                                                   | Paper                   | Notes                  |
| ---- | ------------------------------------------------------- | ----------------------- | ---------------------- |
| 2008 | El regne prohibit                                       | Southie (jove)          |                        |
| 2010 | Twelve                                                  |                         |                        |
| 2011 | Prom                                                    | Jesse Ritcher           |                        |
| 2012 | Ombres tenebroses                                       | Barnabes Collins (jove) | Escenes eliminades     |
| 2012 | Fun Size                                                | Aaron Riley             |                        |
| 2014 | Life After Beth                                         | Dan                     | Escenes eliminades     |
| 2014 | The Devil's Hand                                        | Trevor                  |                        |
| 2014 | I'm Obsessed With You (But You've Got to Leave M'Alone) | Freddie Diaz            |                        |
| 2014 | 10 Things I Hate About Life 17                          | Ben                     | Pel·lícula cancel·lada |

### Televisió
| Any       | Títol                        | Paper         | Notes                             |
| --------- | ---------------------------- | ------------- | --------------------------------- |
| 2010      | Law & Order: Criminal Intent | Eddie Boyle   | 1 episodi                         |
| 2011      | Made in Hollywood            | Ell mateix    | 1 episodi                         |
| 2012–2013 | Suburgatory                  | Scott Strauss | 4 episodis                        |
| 2014–2015 | The 100                      | Finn Collins  | Elenc principal (22 episodis)     |
| 2017      | The Long Road Home           | Carl Wild     | Personatge recurrent (8 episodis) |
| 2018      | LA to Vegas                  | Justin        | 1 episodi                         |
| 2018      | Good Girls                   | Brian         | 1 episodi                         |

### Videos musicals
| Any  | Títol               | Artista          |
| ---- | ------------------- | ---------------- |
| 2011 | Your Surrender Prom | Neon Trees       |
| 2012 | This Kiss           | Carly Rae Jepsen |
| 2018 | Maybe               | Loren Kramar     |